# Ligue européenne de rink hockey 2014-2015
Navigation
Ligue européenne 2013-2014 Ligue européenne 2015-2016
La Ligue européenne de rink hockey 2014-2015 aussi appelée Euroleague est la 50e édition de la plus importante compétition européenne de rink hockey entre équipes de club, et la 8e sous la dénomination Ligue européenne. La compétition s'est déroulée du 18 octobre 2014 au 3 mai 2015. Le FC Barcelone a remporté son 21e titre à domicile.

## Participants
Les 16 participants à la compétition doivent être affiliés à l'une des fédérations suivantes : Allemagne, Espagne, France, Italie, Portugal ou Suisse. Le champion en titre ainsi que les champions nationaux sont automatiquement qualifiés. Les 9 équipes sont sélectionnées dans les 6 fédérations selon un système de "quota-parts" attribué à chaque fédération et calculé en fonction des résultats des clubs affiliés aux compétitions européennes (Ligue européenne+Coupe CERS) durant les 4 dernières années.

## Phase de poule

### Groupe A
Le groupe A est composé des équipes de Hockey Bassano, HC Quévert, FC Barcelone et SL Benfica. Barcelone remporte ce groupe devant le club de Benfica.
| Rang | Équipe         | Pts | J | G | N | P | Bp | Bc | Diff |  | Résultats (dom.\ext.) |     |     |     |     |
| ---- | -------------- | --- | - | - | - | - | -- | -- | ---- |  | --------------------- | --- | --- | --- | --- |
| 1    | FC Barcelone   | 16  | 6 | 5 | 1 | 0 | 32 | 10 | +22  |  | FC Barcelone          |     | 1-1 | 6-3 | 9-2 |
| 2    | SL Benfica     | 13  | 6 | 4 | 1 | 1 | 31 | 20 | +11  |  | SL Benfica            | 1-3 |     | 7-3 | 5-2 |
| 3    | Hockey Bassano | 6   | 6 | 2 | 0 | 4 | 24 | 33 | -9   |  | Hockey Bassano        | 3-6 | 6-8 |     | 6-5 |
| 4    | HC Quévert     | 0   | 6 | 0 | 0 | 6 | 15 | 39 | -24  |  | HC Quévert            | 0-7 | 5-9 | 1-3 |     |

### Groupe B
Le groupe B est composé des équipes de CP Vic, Genève RHC, AD Valongo et Hockey Breganze. Vic remporte ce groupe devant le club de Breganze.
| Rang | Équipe          | Pts | J | G | N | P | Bp | Bc | Diff |  | Résultats (dom.\ext.) |     |     |     |     |
| ---- | --------------- | --- | - | - | - | - | -- | -- | ---- |  | --------------------- | --- | --- | --- | --- |
| 1    | CP Vic          | 16  | 6 | 5 | 1 | 0 | 27 | 13 | +14  |  | CP Vic                |     | 2-1 | 3-2 | 3-1 |
| 2    | Hockey Breganze | 13  | 6 | 4 | 1 | 1 | 28 | 19 | +9   |  | Hockey Breganze       | 3-3 |     | 5-3 | 7-2 |
| 3    | AD Valongo      | 4   | 6 | 1 | 1 | 4 | 25 | 33 | -8   |  | AD Valongo            | 3-8 | 4-6 |     | 5-5 |
| 4    | Genève RHC      | 1   | 6 | 0 | 1 | 5 | 22 | 37 | -15  |  | Genève RHC            | 3-8 | 5-6 | 6-8 |     |

### Groupe C
Le groupe C est composé des équipes de HC Liceo, SKG Herringen, HC Forte dei Marmi et Juventude de Viana. L'équipe de Forte dei Marmi remporte ce groupe devant le club de Liceo.
| Rang | Équipe             | Pts | J | G | N | P | Bp | Bc | Diff |  | Résultats (dom.\ext.) |      |      |     |     |
| ---- | ------------------ | --- | - | - | - | - | -- | -- | ---- |  | --------------------- | ---- | ---- | --- | --- |
| 1    | HC Forte dei Marmi | 15  | 6 | 5 | 0 | 1 | 48 | 37 | +11  |  | HC Forte dei Marmi    |      | 11-6 | 6-2 | 9-7 |
| 2    | HC Liceo           | 12  | 6 | 4 | 0 | 2 | 39 | 33 | +6   |  | HC Liceo              | 7-8  |      | 8-4 | 9-5 |
| 3    | Juventude de Viana | 7   | 6 | 2 | 1 | 3 | 31 | 31 | 0    |  | Juventude de Viana    | 8-3  | 3-5  |     | 6-1 |
| 4    | SKG Herringen      | 1   | 6 | 0 | 1 | 5 | 30 | 47 | -17  |  | SKG Herringen         | 7-11 | 2-4  | 8-8 |     |

### Groupe D
Le groupe D est composé des équipes de CE Vendrell, LV La Roche-sur-Yon, FC Porto et HM Valdagno. L'équipe de Porto remporte ce groupe devant le club de Valdagno.
| Rang | Équipe              | Pts | J | G | N | P | Bp | Bc | Diff |  | Résultats (dom.\ext.) |     |     |      |     |
| ---- | ------------------- | --- | - | - | - | - | -- | -- | ---- |  | --------------------- | --- | --- | ---- | --- |
| 1    | FC Porto            | 16  | 6 | 5 | 1 | 0 | 41 | 19 | +22  |  | FC Porto              |     | 6-2 | 7-1  | 9-1 |
| 2    | HM Valdagno         | 8   | 6 | 2 | 2 | 2 | 30 | 24 | +6   |  | HM Valdagno           | 5-5 |     | 10-3 | 7-2 |
| 3    | LV La Roche-sur-Yon | 6   | 6 | 2 | 0 | 4 | 21 | 33 | -12  |  | LV La Roche-sur-Yon   | 3-5 | 6-4 |      | 5-3 |
| 4    | CE Vendrell         | 4   | 6 | 1 | 1 | 4 | 19 | 35 | -16  |  | CE Vendrell           | 7-9 | 2-2 | 4-3  |     |

## Phase finale

### Quarts de finale
| Équipe 1        | Score | Équipe 2           | Aller | Retour |
| --------------- | ----- | ------------------ | ----- | ------ |
| HM Valdagno     | 7-14  | FC Barcelone       | 2-6   | 5-8    |
| HC Liceo        | 4-5   | CP Vic             | 2-2   | 2-3    |
| Hockey Breganze | 9-6   | HC Forte dei Marmi | 5-2   | 4-4    |
| SL Benfica      | 5-6   | FC Porto           | 3-3   | 2-3    |

### Final four
|  | Demi-finales    | Demi-finales |              |   | Finale | Finale |
|  | Demi-finales    | Demi-finales |              |   | Finale | Finale |
|  |                 |              |              |   |        |        |
|  | 2 mai           | 2 mai        |              |   | 4 mai  | 4 mai  |
|  | 2 mai           | 2 mai        |              |   | 4 mai  | 4 mai  |
|  | FC Barcelone    | 5            |              |   | 4 mai  | 4 mai  |
|  | FC Barcelone    | 5            |              |   | 4 mai  | 4 mai  |
|  | Hockey Breganze | 1            |              |   | 4 mai  | 4 mai  |
|  | Hockey Breganze | 1            | FC Barcelone | 4 |        |        |
|  | 2 mai           |              | FC Barcelone | 4 |        |        |
|  |                 | CP Vic       | 3            |   |        |        |
|  | CP Vic          | CP Vic       | 3            | 3 |        |        |
|  | CP Vic          |              |              | 3 |        |        |
|  | FC Porto        | 2            |              |   |        |        |
|  | FC Porto        | 2            |              |   |        |        |